# Cantone di Courrières
Il Cantone di Courrières era una divisione amministrativa dell'arrondissement di Lens.
È stato soppresso a seguito della riforma complessiva dei cantoni del 2014, che è entrata in vigore con le elezioni dipartimentali del 2015.
Comprendeva i comuni di:
- Courrières
- Oignies